# ヒェルトゥル・ヘルマンソン
ヒェルトゥル・ヘルマンソン（Hjörtur Hermannsson 、1995年2月8日 - ）は、アイスランド・レイキャヴィーク出身のプロサッカー選手。アイスランド代表。ACピサ1909所属。ポジションはDF（CB）。

## 経歴

### クラブ
ÍFフィルキルの下部組織で育成され、2011年にプロデビュー。
2012年、PSVアイントホーフェンと3年契約を結んだ。2013年8月18日、エールステ・ディヴィジ所属のヨングPSVで初出場。FCオスと対戦し4-0で勝利した。2013-14シーズンは最終的に25試合に出場した。
2016年2月16日、アルスヴェンスカンのIFKヨーテボリにレンタルで加入。
2021年7月16日、ACピサ1909に4年契約で移籍した。

### 代表
2015年11月に代表初招集。UEFA EURO 2016のメンバーにも選ばれた。

## タイトル
ブレンビーIF
- デンマーク・カップ:2017-18
- デンマーク・スーペルリーガ:2020-21